# Creença

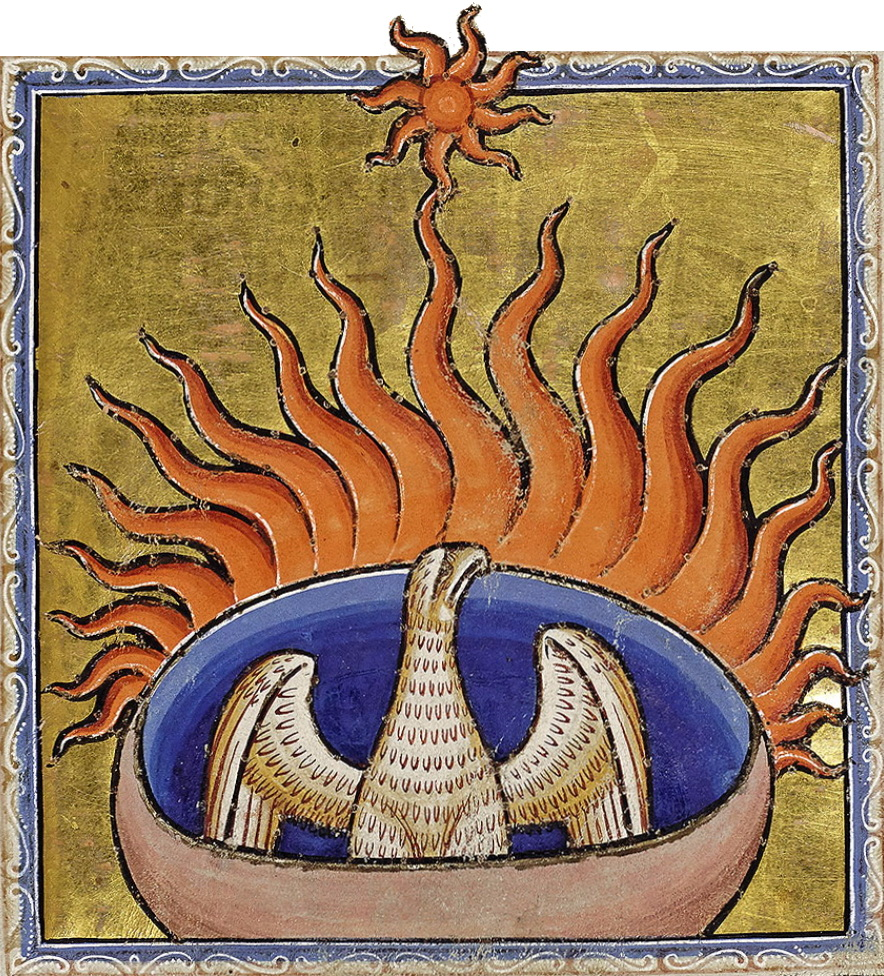
La llegenda del Fènix que sorgeix de les cendres és una creença en la resurrecció tan impresa a la civilització occidental que ha passat sobre els plans simbòlics i literaris.

Una creença és una idea, proposició o una informació que hom accepta sense verificar. En sentit estricte s'aplica en particularment a les opinions religioses i aleshores és sinònim de fe o convicció. conviccions i els prejudicis són formes de creença. Creure i saber no són el mateix. Les creences més a prop del sentit comú són sovint contràries a les idees científiques. Creure en el sentit quotidià té una aspecte d'insecuritat: «crec que plourà» és menys apodíctic que «plourà».
Una part de creença sempre té un paper en la percepció i sobretot la presa de decisions. Tot no és racional: mai no tenim tota la informació ni tampoc sabem sempre si la que tenim és fiable, objectiva i neutra. La creença és un dels elements que la ment humana fa servir per simplificar la complexitat i la quantitat de la informació disponible. L'humà té una tendència a donar sentit a alló que no comprèn o coneix. La memòria igualment és selectiva i recordem més fàcilment el que és conforme a les pròpies creences, conviccions i prejudicis. Per això la creença intervé en diversos biaixos cognitius.
La creença també ajuda a reduir la incomoditat de viure amb incerteses. La creença en un judici final just, per exemple, és una resposta que redueix el malestar davant les injustícies. El desassossec de la incertitud promou la creença en certituds. Aprendre a viure amb un greu acceptable d'incertitud és una resposta alternativa a la creença en certituds no verificables.
La creença està lligada a la confiança. Si una persona o una font digna de confiança dona una informació, tendeix a creure-la. Davant qualsevol afirmació que «creiem», es pot posar la qüestió «quines raons em dónes per a creure en el que dius en compte de pensar que m’enganyes a mi o que t’enganyes tu mateix?» Això és l'argument escèptic. Val per a un venedor de cotxes de segona mà, igual com val per a un físic, un sacerdot o un psicoanalista.
Les creences poden provenir de dites populars, modes socials, de tradició familiar o regional, poden ser imposades per una autoritat. La creença en la literalitat de la bíblia i d'una creació del món en sis dies in compatible amb les teories científiques roman una de les creences més estesa.
Un exemple de creença pot ser que el natural és inherentment bo. I un altre que la veritat és única o que la lògica i les idees són l'única cosa que importa. Una persona que la tingui menysprearà les emocions i sentiments, rebutjant fins i tot els propis, a més de les persones amb altres idees i veritats.

## Religió
Les religions creuen en l'existència d'un sol o més Déus que haurien comunicat normes morals i judicis de valors que serien valables a priori per als feligresos, si més no per la humanitat sencera, en el cas del monoteisme. Feligresos de les religions del llibre accepten els postulats basats en la revelació divina, la tradició o perquè són conceptes evidents per ells. Tenen la creença de tenir repostes qüestions a les quals la cièncià no en té. Tanmateix, filòsofs i teòlegs van intentar trobar arguments per justificar l'existència de Déu, sigui com déu personal sigui com principi abstracte. En surt una creença que l'orde del cosmos és impossible sense un «principi intel·ligent» que ho va començar tot. La creença religiosa és definitiva, com que Déu no canvia, mentrestant la ciència accepta el principi de la falsificabilitat, el que vol dir que una teoria o una hipòtesi pot ser reemplaçat per una nova que explica millor un fenomen, mai no té certesa absoluta.

## Pseudociència
| «                                                     | La persistència, cent cinquanta anys després de L'origen [de les espècies], de creences obertament anticientífiques, és una gran paradoxa del nostre temps. La universalització de la pràctica de la ciència no s'ha traduït en l’adopció d'una cosmovisió comuna de l'Univers i la vida . | » |
| — Antonio Barbadilla, Darwinisme i creacionisme, 2009 | |   |

Altres tipus de creences són la superstició com les arts endevinatòries o la pseudociència com ara la futurologia, mitologia, numerologia, parapsicologia, satanisme, psicoanalisi, homeopatia i la ufologia.